# Центр документального кино
Центр документального кино (ЦДК) — некоммерческий социальный проект, направленный на популяризацию документального кино в России. Открывшийся в июне 2013 года независимый кинотеатр неигровых фильмов ЦДК, стал первым подобным центром в стране и, по состоянию на 2019-й, оставался единственным.

## История
Социальный проект «Центр документального кино» был основан Софьей Капковой в сентябре 2012 года при поддержке дирекции документальных программ холдинга РИА Новости и Департамента культуры Москвы. Целью инициативы стала популяризация неигровых фильмов и распространение неакадемического знания, а главной аудиторией — студенты и люди среднего возраста, заинтересованные в документальном кино и интеллектуальном просмотре фильмов. Изначально, не имея собственной площадки, ЦДК организовывал еженедельные бесплатные «Открытые показы» с дискуссиями на базе Мультимедийного пресс-центра РИА Новости. Так, в рамках проекта были представлены картины российских режиссёров Виталия Манского, Павла Костомарова и Александра Расторгуева. В 2013 году «Открытые показы» получили премию Рунета в номинации «Культура и СМИ». В этот период ЦДК сотрудничал с телеканалом 24 DOC, фестивалями «Артдокфест», «2morrow/Завтра», «Флаэртиана», представлял свои картины на площадках Библиотеки киноискусства имени Сергея Эйзенштейна, Международного общества «Мемориал» и других.
В 2013 году при содействии Минкульта РФ и Департамента кинематографии правительства Москвы была создана самостоятельная постоянная площадка для первого в России кинотеатра неигровых фильмов. Организация получила в распоряжение часть комплекса Музея Москвы в бывших Провиантских складах. Здание на пересечении Садового кольца и улицы Остоженка было построено по проекту архитектора Василия Стасова в первой половине XIX века и входит в комплекс объектов культурного наследия столицы. Реконструкцию помещений поручили проектному бюро Wowhaus, которое занималось реновацией Парка имени Горького и проектированием института «Стрелка». Архитекторы предложили модульную конструкцию киноцентра со специальной выносной системой креплений, что позволило сохранить нетронутой отделку внутренних стен здания, находящуюся под охраной государства. Центр документального кино открылся 6 июня 2013 года. Комплекс включает зал на 90 мест, медиатеку и кафе.
Во время пандемии коронавирусной инфекции ЦДК не работал по московским правилам, распространяющимся на все публичные места. В сентябре 2022 года ЦДК без уточнения причин приостановил работу на неопределённый срок. 

## Деятельность

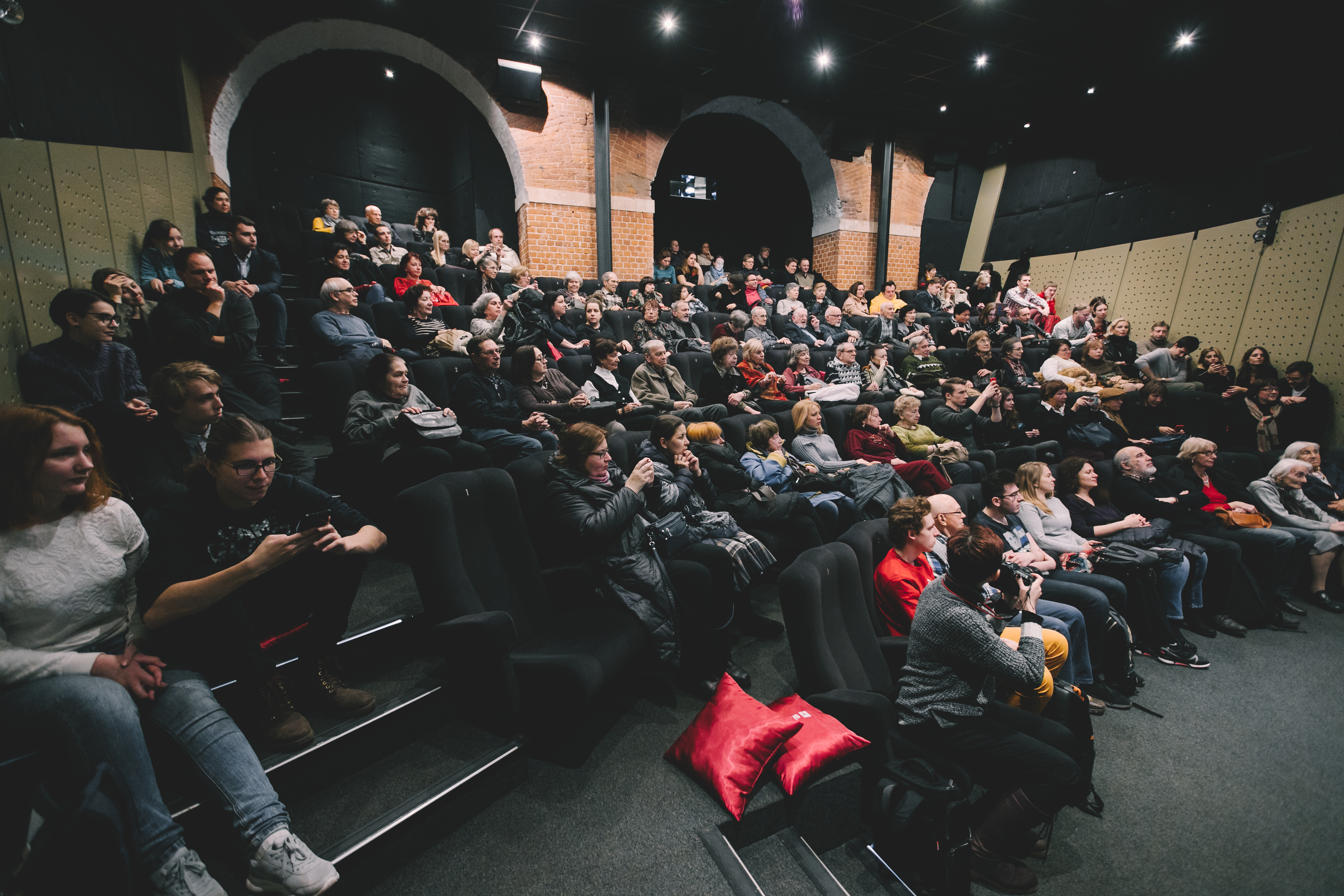
Показ фильма Марии Сорокиной «Каляевская, 5» в День памяти жертв политических репрессий, 2019 год

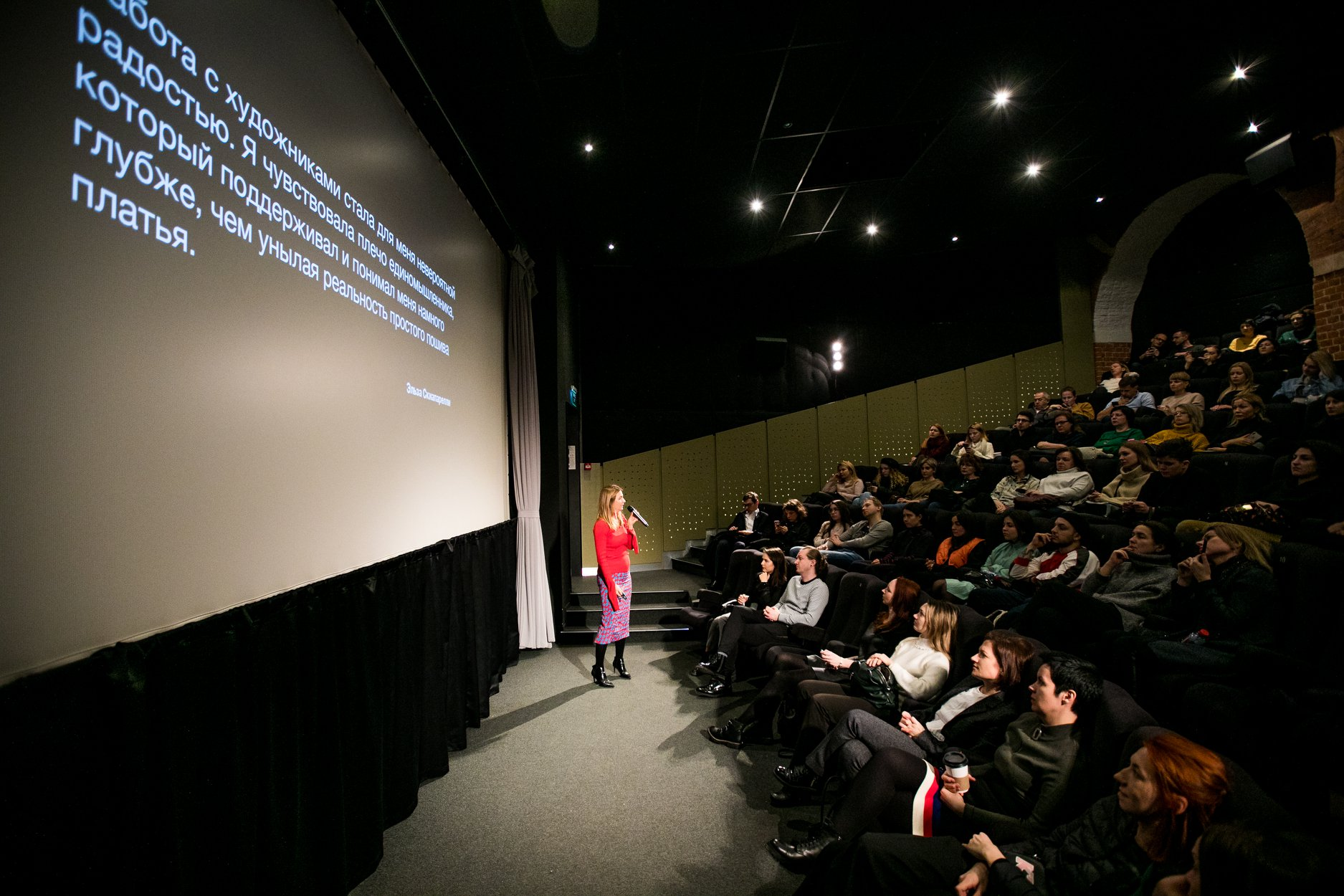
Спецпоказ фильма «Кусама. Бесконечные миры» в ЦДК, 2019 год

Деятельность ЦДК составляет четыре основных направления: кинопоказы, дистрибуция, специальные проекты и стриминговая платформа Nonfiction.film.

### Кинопоказы
Основу программы кинотеатра составляют актуальные, социально ориентированные картины и фильмы-участники фестивалей. Первым кинофестивалем, прошедшим в киноцентре ЦДК, стал Beat Film Festival 2013 года. В его рамках состоялись показы документальных фильмов о жизни музыкантов, российская премьера панк-документалиста Джулиена Темпла «Лондон — современный Вавилон», в лектории кинотеатра выступали международные гости проекта. Позднее ЦДК регулярно служил площадкой для Beat Film Festival, а также других фестивалей. В разные годы в его стенах представляли программы внеконкурсной и документальной программ Московского, Берлинского и Венского кинофестивалей, международных фестивалей «Свободная мысль», «Новое кино Австрии», фестивалей современного документального кино «Будем жить», Доку-Mental, Sundance, Tribeca, HotDocs, фестиваля кино об искусстве The Art Newspaper Russia Film Festival, международного экологического форума ECOCUP, Еврейского кинофестиваля и других.
ЦДК организует встречи и лекции с организаторами конкурсов, общественными деятеля и известными режиссёрами. Например, в 2015 году картины конкурса Visions du Rеel представил программный директор Лучано Баризоне. На открытии Фестиваля берлинского кино, проходившего в ЦДК, присутствовал бургомистр Берлина Михаэль Мюллер, позже провели цикл лекций с режиссёрами Артом Бумиллером и Юлиусом Шультхайсом.
Среди непрофильной деятельности ЦДК — знакомство аудитории с короткометражными фестивальными работами, мультипликационными картинами на актуальные темы, зарубежными театральными постановками и ретроспективами художественных фильмов. Например, на его экране были представлены программы фестиваля независимого кино «2morrow/Завтра», фестиваля анимации «А4», Большого фестиваля мультфильмов, а также театрального проекта Theatre HD, транслирующего современные постановки мировых театров, например, Шекспировского «Глобуса».
При поддержке московского Центра документального кино осуществляется показ неигровых фильмов в кинотеатрах других городов России. Например, с 2015 года ЦДК представляет картины в кинозале «Ельцин-центра» в Екатеринбурге. Проект знакомит посетителей музея с фильмами о жизни 1990-х годов, документальными и художественными картинами, трансляциями спектаклей.

### Специальные проекты
ЦДК стремится привлечь внимание общественности к важным социальным проблемам. В 2018 и 2109 годах он сотрудничал с благотворительными фондами «Выход», «Антон тут рядом» и «Обнажённые сердца» в организации бесплатного фестиваля «Фильм Аут», приуроченного к месяцу всемирного информирования об аутизме. В этот же период комплекс становился площадкой для социального проекта «Безграничные возможности», знакомящего людей с проблемами зрения и слуха с фильмами-лауреатами XXVIII фестиваля «Кинотавр». Также центр организует показы фильмов об аутизме в регионах России. В 2018-м ЦДК и Фонд имени Генриха Бёлля провели фестиваль об актуальных социальных процессах «NOW. Как устроена современность», где выступала ЛГБТ-активистка Аннамари Джагоз.
Кинотеатр устраивает благотворительные показы и выставки совместно с Пушкинским музеем, летние программы для Музея современного искусства «Гараж», участвует в проекте Комплекса городского хозяйства Москвы «Искусство ради экологии». Вместе с Музеем Москвы ЦДК участвует в мероприятиях ко Дню города, акциях «Ночь музеев», «Ночь искусств» и «Ночь кино». На экране ЦДК проект «Opera HD» знакомит московскую аудиторию с постановками лондонских и парижских оперных театров в прямой трансляции. Комплекс служит площадкой для фестивалей Политехнического музея «Фестиваль 360°» и Музея истории ГУЛАГа «Мой ГУЛАГ». Центр неоднократно выступал местом проведения презентаций «Союзмультфильма». В 2017 году ЦДК и «Гараж» представили совместный цикл «Кино о кино». Подборка документальных картин об истории мирового кинематографа и биографиях американских актёров была показана в летних кинотеатрах на площади Искусств рядом с Музеем Москвы и Garage Screen.
Совместно с Музеем Москвы ЦДК организовывал фестиваль городской культуры Center Festival. Его программа представляла мегаполис как пространство социального взаимодействия, освещала аспекты его развития, расширения границ и стиля жизни людей, а также проблемы экологии и глобализации. Сотрудники киноцентра организовывали неигровые показы, тематические прокаты выходного дня, дискуссии, конкурсы для молодых режиссёров-документалистов, знакомили гостей мероприятия с проектом о жизни молодёжи Young Russia. Совет фестиваля возглавлял режиссёр документального кино и руководитель мастерской ВГИКа Борис Караджев.
В рамках фестиваля современной хореографии Context. Diana Vishneva, генеральным директором которого некоторое время выступала Софья Капкова, в ЦДК были представлены картины о современной хореографии, жизни танцоров и истории танца. Так, на экране кинотеатра прошёл прокат картин современных режиссёров Жан-Стефана Брона, Осе Свенхейма Дривенеса, Дэвида Барба, Джеймса Пеллерито и других. Арт-директором фестиваля является танцовщица Диана Вишнёва.
В своей деятельности ЦДК ориентирован на концепцию социолога Рэя Ольденбурга «Третье место». Центр служит частью городской среды, где представлены возможности для общения, отдыха и образования. После открытия кинотеатра в здании начала работать медиатека с доступом к сотне советским документальным картинам 1920—1990-х годов. Они были отобраны экспертным советом во главе с продюсером Александром Роднянским. Среди прочего в коллекцию вошли материалы из хроники «Великая Отечественная», заснятой 236 советскими операторами, и образовательные подборки Госфильмофонда, «Санкт-Петербургской студии документальных фильмов», «Ленфильма», «Мосфильма». Цифровой архив ЦДК стал единственным подобным проектом в России.
В январе 2014 года на территории комплекса открылся лекторий. Образовательный проект знакомит публику с историей и практиками советской, российской и зарубежной неигровой режиссуры, жизнью деятелей искусства. Например, в 2016-м там выступал писатель Александр Кушнир с циклом лекций в память музыканта-авангардиста Сергея Курёхина. В 2018 году площадка стала партнёром ежегодной лаборатории «TVоя Москва», в которой участвовали журналист Фёдор Баландин, сценарист Александр Цыпкин, писатель Никита Непряхин, видеоблогер Руслан Усачёв и другие. Через год в ЦДК стартовала серия семинаров по производству документального контента «TVоя Москва. Youниоры».

### Дистрибуция
Ежегодно некоммерческая организация выкупает права на фильмы и самостоятельно занимается их дистрибуцией. Так, в рамках собственных фестивалей и в повседневной программе кинотеатр представляет биографическую картину «Эми» режиссёра Азифа Кападиа, анимационно-биографический фильм «Знаешь, мама, где я был?» Лео Габриадзе, документальную картину «После Лета» Кирилла Серебренникова и другие.

### Nonfiction.film
Весной 2018 года руководители центра запустили стриминговую платформу Nonfiction.film, целью которой стала популяризация неигрового кино по всей России. Церемония открытия проекта состоялась в апреле, но из-за ошибочного ограничения доступа Роспотребнадзором в связи с блокировкой мессенджера Telegram доступ к материалам зрители получили только 16 мая. Помимо документальных фильмов, платформа предлагает подборки российского авторского кино. Доход от деятельности Nonfiction.film распределяется поровну между прокатчиком и создателями картин. Также Nonfiction.film выступает площадкой для организованного петербургским центром «Новая Голландия» Фестиваля дебютного кино, средства от которого направляются благотворительной организации «Ночлежка».